# Lac Kawawiekamak
Le lac Kawawiekamak est un plan d'eau douce situé dans la partie Nord du réservoir Gouin, dans le territoire de la ville de La Tuque, dans la région administrative de la Mauricie, dans la province de Québec, au Canada.
Ce lac s’étend entièrement dans le canton de McSweeney.
Les activités récréotouristiques constituent la principale activité économique du secteur à cause de sa position stratégique pour la navigation, étant située près de la route 212 et du côté Est de la presqu’île du village d’Obedjiwan.
Le bassin versant du lac Kawawiekamak est desservi du côté Nord par la route 212 reliant le village d’Obedjiwan à la rive Est du réservoir Gouin ; cette route permet l’accès au lac Toussaint (réservoir Gouin) et aux diverses baies de la rive Nord-Est du réservoir Gouin et le ruisseau Verreau. Quelques routes forestières secondaires ont été aménagées sur la rive Nord du réservoir Gouin pour la coupe forestière et les activités récréatives.
La surface du lac Kawawiekamak est habituellement gelée de la mi-novembre à la fin avril, toutefois la circulation sécuritaire sur la glace se fait généralement du début décembre à la fin de mars. La gestion des eaux au barrage Gouin peut entrainer des variations significatives du niveau de l’eau particulièrement en fin de l’hiver où l’eau est abaissée en prévision de la fonte printanière.

## Géographie
Avant la fin de la construction du barrage La Loutre en 1916, créant ainsi le réservoir Gouin, le lac Kawawiekamak avait une dimension plus restreinte. Après le deuxième rehaussement des eaux du réservoir Gouin en 1948 dû à l’aménagement du barrage Gouin, le lac Kawawiekamak épousa sa forme actuelle.
Les principaux bassins versants voisins du lac Kawawiekamak sont :
- côté nord : lac Mathieu, rivière Pokotciminikew, lac Baptiste ;
- côté est : lac Omina, lac Magnan (réservoir Gouin), baie Verreau ;
- côté sud : lac Marmette (réservoir Gouin), lac McSweeney, baie Marmette Sud ;
- côté ouest : baie Eskwaskwakamak, baie Wapisiw, baie Kanatakompeak, baie Aiapew, lac Bourgeois (réservoir Gouin), lac du Mâle (réservoir Gouin).

D’une longueur de 5,5 km et d’une largeur maximale de 3,2 km, le lac Kawawiekamak est délimitée :
- du côté Nord par une presqu’île s’étirant sur 7,4 km vers les Sud-Ouest, laquelle sépare le lac Kawawiekamak et le lac Mathieu ;
- du côté Sud par une île (comportant une zone montagneuse) s’étirant vers le Sud-Ouest sur 22,9 km.

Le lac Kawawiekamak comporte deux émissaires : la passe Kaackakocimocik (située à l’Est) et l’embouchure située à l’Ouest. Cette dernière est localisée à la confluence avec le baie Eskwaskwakamak, soit à :
- 11,6 km au Nord-Est du centre du village de Obedjiwan ;
- 12,6 km au Nord-Ouest de la passe Sawrananik qui sépare le lac McSweeney et la baie Marmette Sud ;
- 66,8 km au Nord-Ouest du barrage Gouin ;
- 119 km au Nord-Ouest du centre du village de Wemotaci (rive Nord de la rivière Saint-Maurice) ;
- 208 km au Nord-Ouest du centre-ville de La Tuque ;
- 315 km au Nord-Ouest de l’embouchure de la rivière Saint-Maurice (confluence avec le fleuve Saint-Laurent à Trois-Rivières)[2].

À partir de l’embouchure du lac Kawawiekamak, le courant coule sur 80,3 km généralement vers le Sud-Est, jusqu’au barrage Gouin, en traversant notamment, le lac Marmette (réservoir Gouin), le lac Nevers (réservoir Gouin), le lac Brochu (réservoir Gouin) et la baie Kikendatch.
À partir de ce barrage, le courant emprunte la rivière Saint-Maurice jusqu’à Trois-Rivières où il se déverse sur la rive Nord du fleuve Saint-Laurent.

## Toponymie
Le terme « Kawawiekamak » est d’origine autochtone.[réf. nécessaire] L'épellation d'origine était "lac Kawaiekamak".
Le toponyme "Lac Kawawiekamak " a été officialisé le 27 octobre 1987 par la Commission de toponymie du Québec.